# Петрозаводск (аэропорт)
Петрозаводск (до 26.03.2019 — Петрозаводск (Бесовец), карел. Petroskoin lendoažemu, фин. Petroskoin lentoasema) — аэропорт совместного базирования: аэропорт города Петрозаводска и аэродром ВВС России. Расположен в 12 километрах к северо-западу от города вблизи деревни Бесовец. Основан в августе 1939 года. Имеет статус международного аэропорта федерального значения.
Аэропорт способен принимать самолёты Ил-76Т (с частичной загрузкой), Boeing 737-800, Boeing 737-MAX8, Як-42, Ту-134, Sukhoi Superjet 100, Ил-114, Ан-12, самолёты 3-4 классов (Ан-24, Як-40, ATR 42, Embraer EMB 120 Brasilia, SAAB 2000 и другие более лёгкие), а также вертолёты всех типов. Классификационное число ВПП (PCN) 38/R/А/Х/T. Максимальный взлётный вес 150 тонн.

## История

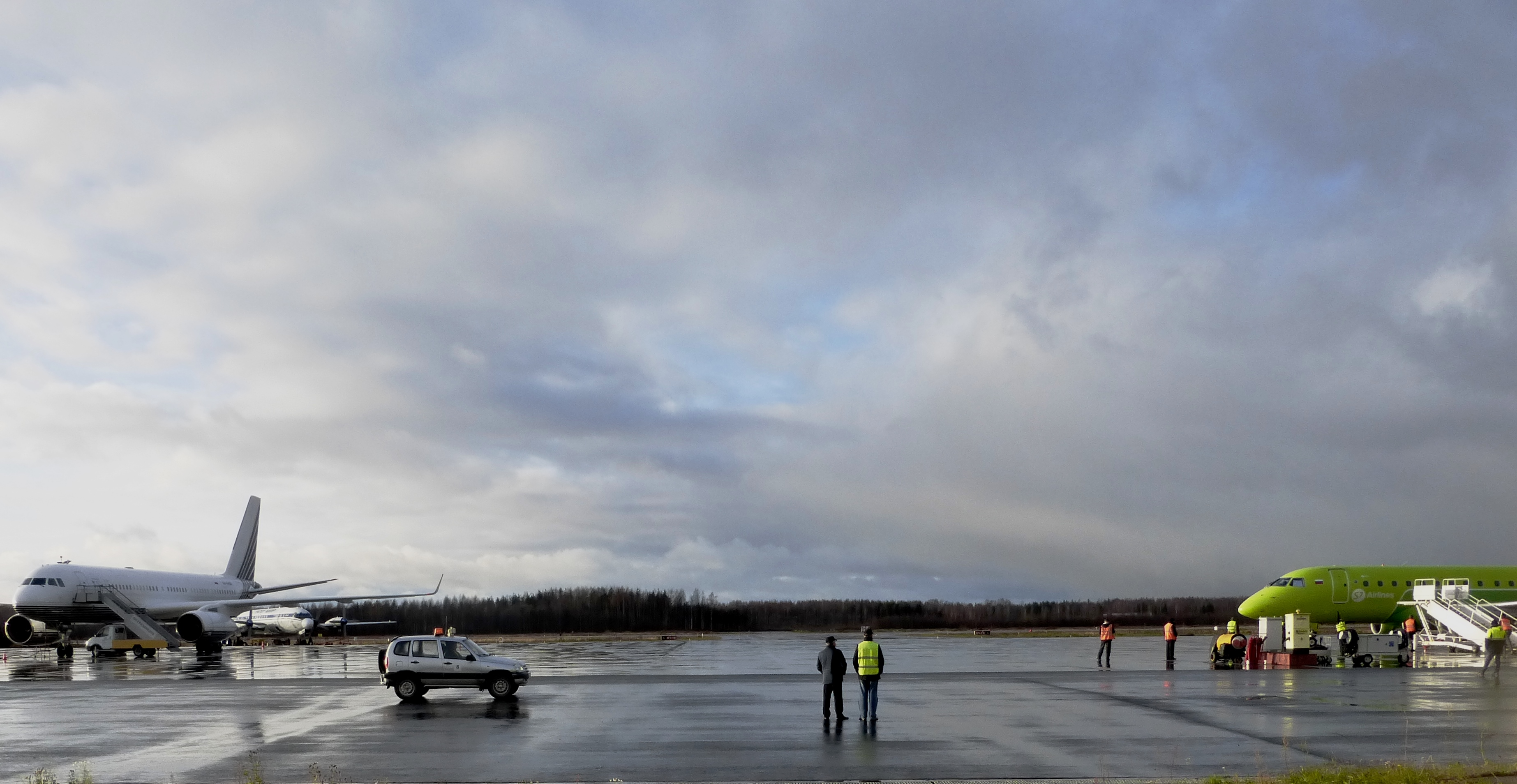
октябрь 2018

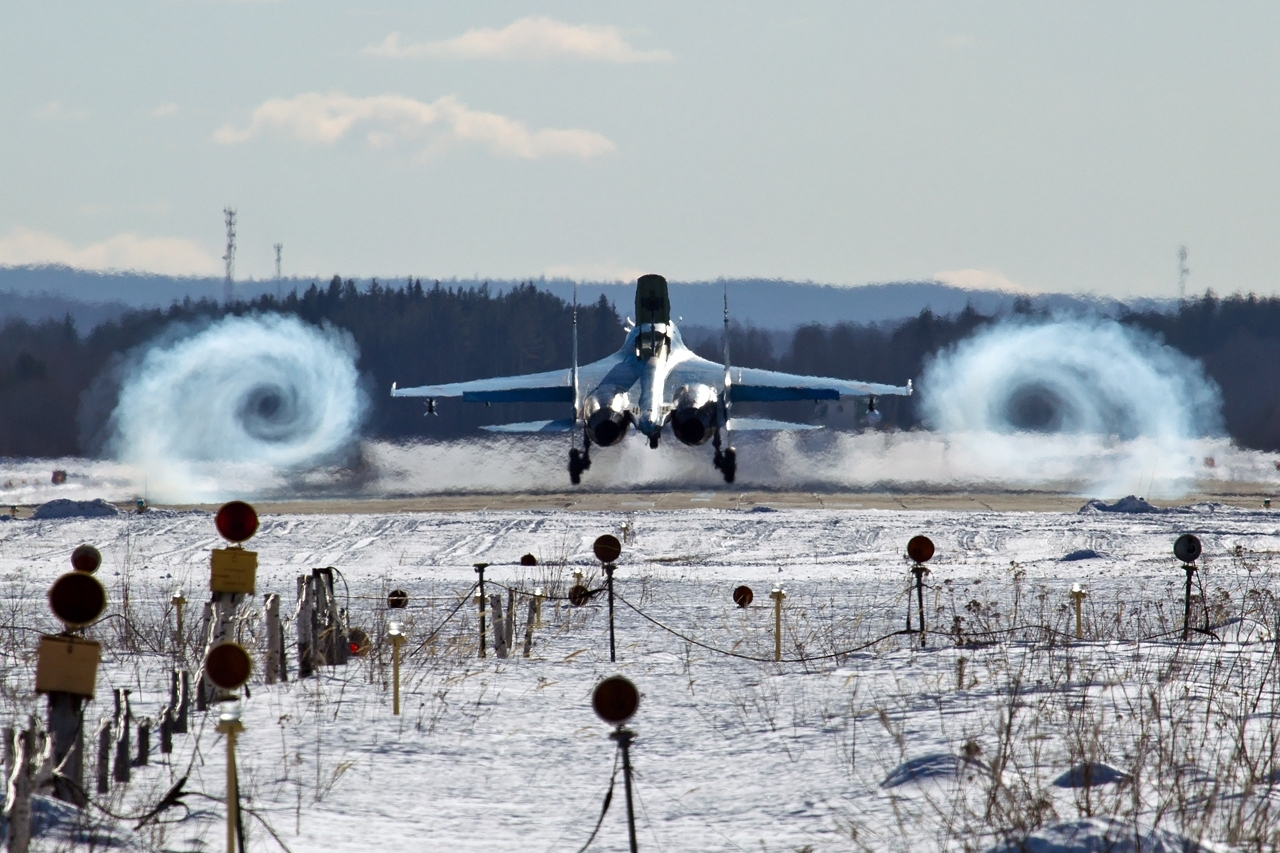
Су-27 в «Бесовце»

### Краткая историческая справка авиабазы ВВС
Бесовец является аэродромом совместного базирования и предназначен для приёма воздушных судов государственной и коммерческой авиации. На аэродроме базируется авиационная база, на вооружении которой состоят истребители Су-27.
В период с 1951 по 1970 годы на аэродроме базировались полки 26-й истребительной авиационной дивизии 22-й воздушной армии Северного военного округа:
- управление 26-й истребительной авиационной дивизии (до 1960 года, дивизия расформирована);
- 722-й истребительный авиационный полк ПВО на самолётах МиГ-15 и МиГ-17 (с 1958 года). В 1960 году полк перебазировался на аэродром Смуравьево и вошёл в состав 76-й воздушной армии Ленинградского военного округа[7][8];
- 641-й гвардейский истребительный авиационный Виленский ордена Кутузова полк ПВО на самолётах МиГ-15, МиГ-17 (с 1953 года), МиГ-19 (с 1957 года). В сентябре 1972 года полк базируется на острове Новая Земля аэродроме Рогачево.

В 2016 году началось перевооружение на Су-35С. Авиабаза образована на основе слияния 159-го гвардейского истребительного авиационного Новороссийского Краснознамённого, ордена Суворова полка, 177-го истребительного авиационного Московского полка и 9-го гвардейского истребительного Виленского полка. Полки переведены с аэродромов Лодейное Поле и Килпъявр.
С 2013 года на аэродроме базируется 159-й гвардейский истребительный авиационный полк.

### Краткая историческая справка Аэропорта
- 1939—1964 годы: Аэродром Бесовец
- 1964—1994 годы: Аэропорт Петрозаводск-2
- 1994—2002 годы: Государственное авиационное предприятие «Аэропорт Бесовец»
- 2002 год: Закрытое акционерное общество «Аэропорт Бесовец-1»
- 2002—2009 годы: Закрытое акционерное общество «Аэропорт Петрозаводск»
- 2009—2011 годы: Автономное учреждение Республики Карелия «Аэропорт Петрозаводск»
- с 2012 года: Бюджетное учреждение Республики Карелия «Аэропорт Петрозаводск»

### История аэропорта

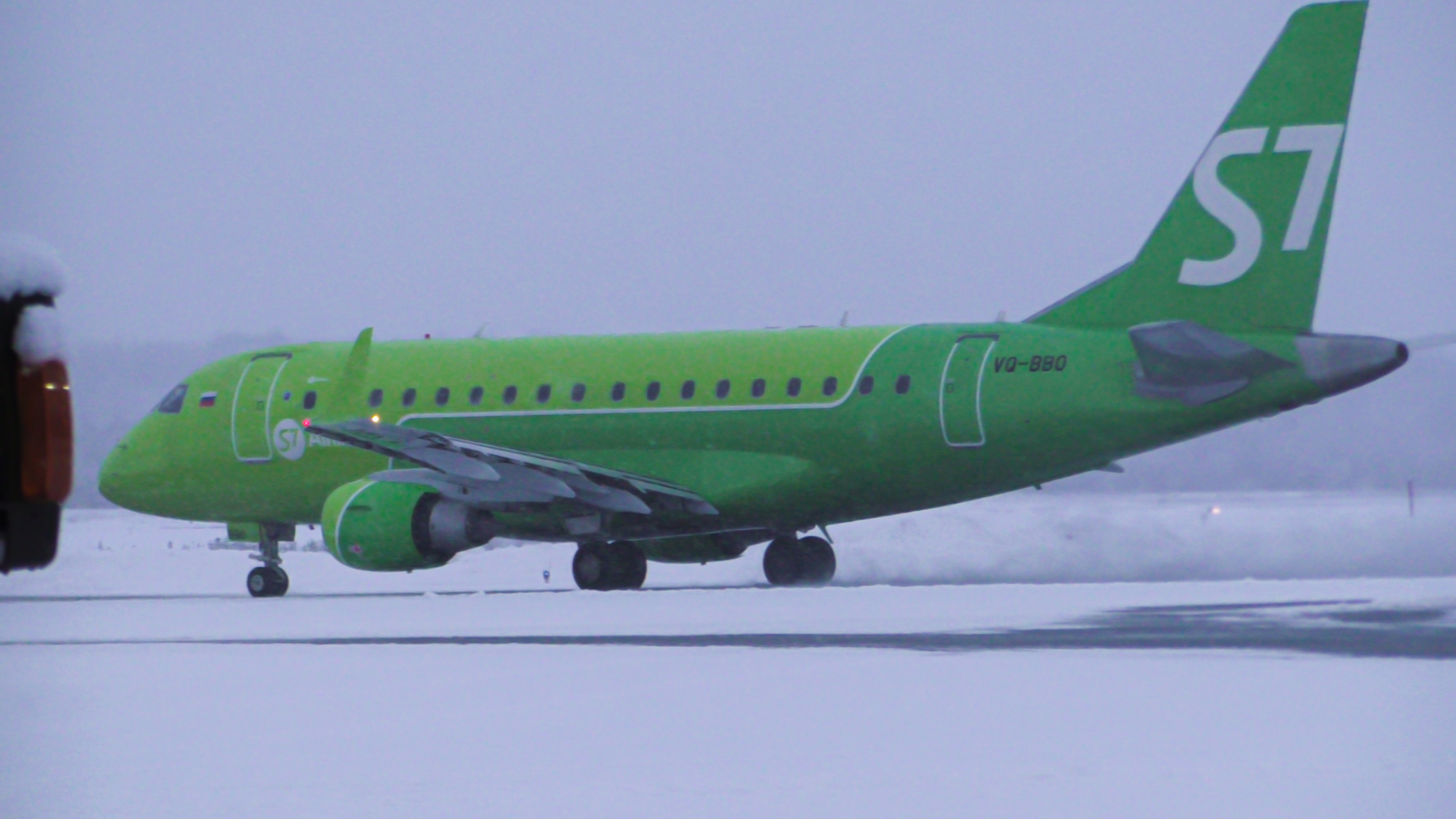
S7 Airlines (2021 год)

Военный аэродром Бесовец в Карелии был создан на базе дома отдыха «Маткачи» в районе деревни Бесовец. В августе 1939 года на аэродром приземлился истребительный авиаполк.
В период оккупации (1941 — 1944 годы) аэродром использовался военной авиацией Финляндии.
Строительство нового аэродрома началось 1 сентября 1950 года. Изначально аэродром эксплуатировался Министерством обороны СССР.
В 1964 году аэродром преобразован в аэропорт Петрозаводск-2. В аэропорту построены служебные здания, Петрозаводским авиаотрядом организованы полёты гражданских судов.
В 1990 году из аэропорта открыты международные рейсы.
В 1994 году, в связи с реорганизацией Петрозаводского авиапредприятия, аэропорт преобразован в Государственное авиационное предприятие (ГАП) «Аэропорт Бесовец».
В 1995 году присвоен статус аэродрома совместного базирования для Министерства обороны России и Минтранса России.
В 2001 году на предприятии введено внешнее наблюдение, затем — управление по признакам банкротства. В 2003 году введено конкурсное производство. Имущество предприятия выкупается ЗАО «Группа „Калевала“». Новый владелец создаёт Закрытое акционерное общество «Аэропорт Петрозаводск».
8 июня 2004 года введён в строй новый аэровокзальный терминал аэропорта. Общая стоимость объекта составила 19 миллионов рублей. Большая часть необходимых средств на строительство была заложена в инвестиционной программе республиканского бюджета.
27 ноября 2008 года Федеральная служба по надзору в сфере транспорта (Ространснадзор) запретила принимать и отправлять самолёты аэропорту Петрозаводск.. Компания оказалась на грани банкротства
19 февраля 2009 года Законодательное Собрание Республики Карелия одобрило предложение Главы республики Сергея Катанандова о выделении из регионального бюджета около 47 миллионов рублей на приобретение в государственную собственность аэропорта.
24 апреля 2009 года создано Автономное учреждение Республики Карелия «Аэропорт Петрозаводск».
1 декабря 2009 года завершилась модернизация светосигнального оборудования аэропорта, после чего у аэропорта появилась возможность работать и в тёмное время суток.
В июле 2011 года глава Карелии Андрей Нелидов и министр обороны России Анатолий Сердюков решили, что военные передадут часть земель аэропорта Бесовец в республиканскую собственность. Это необходимо для того, чтобы республика имела законное основание для вложения инвестиций в расширение и модернизацию аэропорта вблизи посёлка Бесовец.
30 мая 2015 года у аэропорта «Петрозаводск» закончилось действие сертификата по авиационной безопасности, и с этого дня были отменены рейсы в Москву.
С 2015 г. Бюджетное учреждение Республики Карелия "Аэропорт «Петрозаводск» является также авиакомпанией — имеет сертификат эксплуатанта для осуществления коммерческих воздушных перевозок 3 Ми-8Т.
С января 2016 г. регулярные пассажирские полёты из аэропорта возобновлены.
С 17 декабря 2018 года из аэропорта «Петрозаводск» в аэропорт «Внуково» города Москвы начала осуществлять полёты авиакомпания «Победа» на самолётах типа Boeing 737-800 пассажировместимостью 189 человек.
С апреля 2019 года авиапредприятие «Северсталь» начало выполнять рейсы, объединившие три соседних региона — Архангельскую область, Республику Карелия и Вологодскую область, организовав прямое авиасообщение из аэропорта города Петрозаводск в города Череповец и Архангельск.
Летом 2019 года из аэропорта «Петрозаводск» организовано прямое авиасообщение с городами Краснодарского края — Сочи и Анапа, а также с полуостровом Крым — городом Симферополь. Тип воздушного судна на данных направлениях — Sukhoi Superjet 100.
В ноябре 2019 года специалисты Военно-строительного комплекса Минобороны России досрочно завершили реконструкцию искусственного покрытия взлётно-посадочной полосы (ВПП) аэродрома.
20 августа 2020 года открылось новое здание аэровокзала аэропорта «Петрозаводск» площадью 3,7 тыс. м², построенное специалистами Военно-строительного комплекса Минобороны России.
На данный момент из столицы Карелии можно улететь сразу по нескольким направлениям: в Москву, Симферополь, Череповец, Сочи, Анапу и Архангельск. Рейсы выполняют авиакомпании «Победа» и «Северсталь».

### Пассажирские авиаперевозки
| Пункт назначения | Гидроаэропорт Петрозаводск | Аэропорт Петрозаводск-1 (Пески) | Аэропорт Петрозаводск-2 (Бесовец)         | Аэродром Деревянное |
| ---------------- | -------------------------- | ------------------------------- | ----------------------------------------- | ------------------- |
| Авдеево          | 1950-е—1970-е              | —                               | —                                         | —                   |
| Беломорск        | —                          | 1950-е                          | —                                         | —                   |
| Брянск           | —                          | -                               | 1995                                      | —                   |
| Валаам           | —                          | 1950-е—1980-е                   | —                                         | —                   |
| Великая Губа     | 1950-е—1977                | 1977—1987                       | —                                         | —                   |
| Видлица          | —                          | 1950-е                          | —                                         | —                   |
| Летнереченский   | —                          | 1950-е                          | —                                         | —                   |
| Калгалакша       | —                          | 1950-е                          | —                                         | —                   |
| Калевала         | 1935—1941, 1944—1950-е     | 1959—1990-е                     | —                                         | —                   |
| Кемь             |                            | 1940, 1950-е                    | —                                         | —                   |
| Кереть           | —                          | 1950-е                          | —                                         | —                   |
| Кижи             | 1950-е—1977                | 1977—1987, с 1990-х             | —                                         | —                   |
| Костомукша       |                            | 1950-е, 1982—1991, 2009         | 2009                                      | —                   |
| Куганаволок      | 1956—1977                  | 1977—1987                       | —                                         | —                   |
| Ламбасручей      | 1956—1977                  | 1977—1987                       | —                                         | —                   |
| Летняя           | —                          | 1950-е                          | —                                         | —                   |
| Лоухи            | 1950-е—1960-е              | 1970-е                          | —                                         | —                   |
| Лёкшмозеро       | —                          | 1970-е                          | —                                         | —                   |
| Медвежьегорск    | 1934—1941, 1950-е—1960-е   | —                               | —                                         | —                   |
| Муезерский       | —                          | 1950-е—1970-е                   | —                                         | —                   |
| Олонец           | —                          | 1950-е—1960-е                   | —                                         | —                   |
| Паданы           | —                          | 1950-е—1970-е                   | 1970-е—1991                               | —                   |
| Петровский Ям    | —                          | 1950-е—1960-е                   | —                                         | —                   |
| Питкяранта       | —                          | 1950-е—1977                     | —                                         | —                   |
| Повенец          | 1934—1930-е                | —                               | —                                         | —                   |
| Поросозеро       | —                          | 1950-е                          | —                                         | —                   |
| Пудож            | 1935—1941, 1944—1956       | 1956—2003                       | —                                         | —                   |
| Пяльма           | —                          | 1960-е—1991                     | —                                         | —                   |
| Реболы           | —                          | 1950-е—1960-е                   | —                                         | —                   |
| Салми            | —                          | 1950-е—1960-е                   | —                                         | —                   |
| Святозеро        | —                          | 1950-е—1960-е                   | —                                         | —                   |
| Сегежа           | —                          | 1960-е—1993                     | —                                         | —                   |
| Сенная Губа      | 1952—1977                  | 1977—2000-е (?)                 | —                                         | —                   |
| Сортавала        | 1944—1950-е                | 1956—1990-е                     | —                                         | —                   |
| Суккозеро        | —                          | 1950-е                          | —                                         | —                   |
| Суоярви          | —                          | 1950-е                          | —                                         | —                   |
| Толвуя           | 1950-е—1977                | 1977—1991                       | —                                         | —                   |
| Химпески         | —                          | 1950-е                          | —                                         | —                   |
| Чупа             | —                          | 1964—1960-е                     | —                                         | —                   |
| Шала             | —                          | 1950-е                          | —                                         | —                   |
| Шуньга           | 1934—1930-е                | —                               | —                                         | —                   |
| Юшкозеро         | —                          | 1950-е                          | —                                         | —                   |
|                  |                            |                                 |                                           |                     |
| Алакуртти        | —                          | 1940                            | —                                         | —                   |
| Анапа            | —                          | —                               | 2001                                      | —                   |
| Архангельск      | —                          | 1950-е—1965                     | 1966 — 1994, 2011                         | —                   |
| Белозерск        | —                          | 1960-е—1990-е                   | —                                         | —                   |
| Брянск           | —                          | —                               | 1995                                      | —                   |
| Великий Новгород | —                          | —                               | 1970-е—1990-е                             | —                   |
| Вельск           | —                          | —                               | 1988—1990                                 | —                   |
| Вознесенье       | —                          | 1970-е                          | —                                         | —                   |
| Вологда          | —                          | —                               | 1970-е—1994                               | —                   |
| Выборг           | 1941                       | —                               | —                                         | —                   |
| Вытегра          | —                          | 1960-е—1991                     | —                                         | —                   |
| Зашеек           | —                          | 1960-е                          | —                                         | —                   |
| Кандалакша       | 1940                       | —                               | —                                         | —                   |
| Каргополь        | —                          | 1965—1989                       | 1989—1990                                 | —                   |
| Кировск          | —                          | —                               | 1965—1992, 2000                           | —                   |
| Краснодар        | —                          | —                               | 1970                                      | —                   |
| Лодейное Поле    | 1932—1930-е                | —                               | —                                         | —                   |
| Минеральные Воды | —                          | —                               | 2000-е                                    | —                   |
| Москва           | —                          | 1944—1965                       | 1965—1991, 2000, 2002, 2004, 2007, с 2010 |                     |
| Мурманск         | 1940                       | 1960-е                          | 1962—1993                                 | —                   |
| Никель           | —                          | —                               | 1989—1991                                 | —                   |
| Никольск         | —                          | —                               | 1989                                      | —                   |
| Приозерск        | 1941                       | —                               | —                                         | —                   |
| Псков            | —                          | —                               | 1975—1980-е                               | —                   |
| Санкт-Петербург  | 1932—1941, 1944—1947       | 1947—1950-е                     | 1965—1992, 2009—2011                      | —                   |
| Соловки          | —                          | —                               | 2006, 2009—2011                           | —                   |
| Сочи             | —                          | —                               | 1969-1970, 2000-е                         | —                   |
| Сыктывкар        | —                          | —                               | 1976—1990                                 | —                   |
| Тула             | —                          | —                               | 1980                                      | —                   |
| Шола             | —                          | 1960-е—1991                     | —                                         | —                   |
| Череповец        | —                          | 1964—1991                       | 2000—2011                                 | —                   |
|                  |                            |                                 |                                           |                     |
| Анталья          | —                          | —                               | 2005                                      | —                   |
| Витебск          | —                          | —                               | 1980-е                                    | —                   |
| Львов            | —                          | —                               | 1976-(?)                                  | —                   |
| Минск            | —                          | —                               | 1976-(?)                                  | —                   |
| Йоэнсуу          | —                          | —                               | 1990-е                                    | —                   |
| Рига             | —                          | —                               | 1970-е—1991                               | —                   |
| Таллин           | —                          | —                               | 1974—1991                                 | —                   |
| Хельсинки        | —                          | —                               | 1993—1990-е, 2000—2011                    | —                   |

## Показатели деятельности
| год             | 2014 | 2015 | 2016 | 2017 | 2018 | 2019 | 2020 | 2021 |
| тыс. пассажиров | 19,0 | 6,85 | 16,8 | 30,3 | 50,0 | 71,8 | 66,4 | ~100 |
| Источники:      |      |      |      |      |      |      |      |      |

## Происшествия
- 31 мая 1973 г. катастрофа самолёта МиГ-17, аэродром Бесовец, лётчик Пономарёв М. При взлёте и наборе высоты парой самолёт неожиданно перешёл на снижение и столкнулся с землёй. Лётчик погиб. Предположительная причина — потеря работоспособности из-за болевого шока. Накануне полёта лётчику были запломбированы 2 зуба.
- 10 июля 1977 года самолёт Ту-134 рейса 8710 Аэрофлота Петрозаводск—Ленинград был захвачен и под угрозой взрыва совершил, по требованию угонщиков, посадку в аэропорту Вантаа, Хельсинки.

- 21 февраля 1978 года при попытке угона Ту-134, выполнявшего рейс Ленинград—Мурманск, 16-летний Дмитриченко С. И., угрожая взорвать самолёт, потребовал лететь в Осло (Норвегия). Террориста убедили в необходимости дозаправиться в финской Котке, а ночью авиалайнер был посажен в Петрозаводске, где преступника арестовали[40].
- 4 марта 1978 года в 3 км от взлётно-посадочной полосы аэропорта в заливе Сургуба озера Укшезеро разбился Ил-14 военно-воздушных сил войск ПВО СССР. Погибли 6 членов экипажа и 1 пассажирка[41].
- 11 апреля 1990 г. — катастрофа самолёта Су-15УМ, аэродром Бесовец, лётчики: начальник авиации заместитель командира 54-го корпуса ПВО по авиации полковник Барановский И. А. и командир полка полковник Весельницкий В. И.. Экипаж выполнял задание по упражнению 302 КБП АПВО ИОН-86 «Контрольный полёт в зону для отработки техники пилотирования и захода на посадку по дублирующим приборам». В зоне на 23 мин полёта экипаж с высоты 2250 м на скорости 600 км/ч выполнил не запланированный заданием нисходящий манёвр (по типу переворота), в процессе которого разогнал скорость до 900 км/ч. На нисходящей траектории, оценив дефицит высоты, экипаж пытался вывести самолёт из пикирования полным взятием РУС на себя, создав перегрузку 8,7g, однако высоты для вывода не хватило, и самолёт с углом 15-20° и незначительным левым креном на скорости 530 км/ч столкнулся с земной поверхностью, разрушился и сгорел. Экипаж погиб. Причиной ЛП явилась недисциплинированность экипажа, проявившаяся в выполнении не предусмотренного заданием нисходящего манёвра, что привело к столкновению самолёта с землёй.
- 23 июля 1990 года — Ту-134Б (СССР-65706) с 74 людьми на борту выполнял рейс Рига—Мурманск, когда два пассажира (Кузнецов и Коваленко[42]), угрожая взорвать самолёт, потребовали следовать в Стокгольм. После вынужденной посадки в Петрозаводске угонщиков задержали[43][44].
- В ночь с 20 июня на 21 июня 2011 года при заходе на посадку вблизи аэропорта потерпел катастрофу самолёт Ту-134. Из 52 человек, находившихся на борту, погибли 47.

- 28 июня 2012 года в 9:50 по московскому времени в 1,6 километрах от аэродрома в ходе выполнения воздушной разведки погоды разбился самолёт Су-27УБ[45]. Двое лётчиков — полковник Олейник и генерал-майор Боташев — катапультировались. Причиной аварии стала ошибка пилотирования, допущенная генералом Боташевым при выполнении им незапланированных полётным заданием фигур высшего пилотажа. Против Боташева было возбуждено уголовное дело; по версии следствия, он участвовал в вылете, не пройдя подготовки и не имея соответствующего допуска к полёту[46]. В апреле 2013 года генерал-майор Боташев был признан виновным и приговорён к 4 годам условного срока и выплате 5 млн рублей в качестве частичной компенсации ущерба[47].

## Авиакомпания
Бюджетное учреждение Республики Карелия "Аэропорт «Петрозаводск» имеет сертификат эксплуатанта для осуществления
авиационных работ АР-13-14-019 от 13.04.2017 и вертолёты Ми-8Т (3 шт.).
С 1 мая 2025 г. БУ РК «Аэропорт «Петрозаводск» осуществляет управление пассажирскими причалами № 1, 3 — 6 в г. Петрозаводске и причалом Бараний Берег.

## Транспортная доступность
Из Петрозаводска в аэропорт ходит автобус 117В.